# Ilex congesta
Ilex congesta är en järneksväxtart som beskrevs av Reiss. Ilex congesta ingår i släktet järnekar, och familjen järneksväxter. Inga underarter finns listade i Catalogue of Life.